# 亞當·科林
亞當·科林（英語：Adam Collin；1984年12月9日—）是一位英格蘭足球運動員。在場上的位置是守門員。他現在效力於英格蘭足球冠軍聯賽球隊罗瑟勒姆足球俱乐部。

## 外部連結
- Carlisle United profile
- 足球数据库：亞當·科林的球员统计数据